# Nanisme 3M
Décrit pour la première fois en 1975, le nanisme 3M est caractérisé par un retard de croissance pré- et post-natal, des anomalies osseuses et un visage caractéristique. Le développement et l'intelligence sont normaux.

## Description
- La caractéristique la plus évidente de ce syndrome est le retard de croissance intra-utérin. La taille à la naissance est de 40 à 42 centimètres (normale 50). Le périmètre crânien est normal donnant un aspect disproportionné du nouveau-né Le retard de croissance n'est pas rattrapé en post natal donnant une taille adulte en dessous de 5 dérivations standards.
- Chez les filles, il ne semble pas y avoir d'anomalies du fonctionnement des ovaires. Chez le garçon, il existe souvent un hypogonadisme hypergonadotrope avec des testicules de petite taille.

## Diagnostic
Le diagnostic est essentiellement clinique. Il est suggéré devant un enfant présentant les signes suivants :

### Clinique
- Retard de croissance important prénatal et postnatal
- Caractéristiques faciales
- Intelligence normale
- D'autres signes cliniques comme : cou large et court, déformation du sternum, thorax court, hyperlordose et raccourcissement du cinquième doigt
- Talons proéminents et laxicité articulaire
- Antécédents familiaux de pathologie à caractère récessif

### Radiologique
- Os longs minces avec diaphyse rétrécie et évasement de la métaphyse est la caractéristique radiologique principale.

## Diagnostic différentiel
- Syndrome de Silver-Russell
- Syndrome de Dubowitz
- Nanisme mulibrey
- Syndrome d'alcoolisation fœtale
- Nanisme à visage triste

## Génétique
CUL7, OBSL1, et CCDC8 sont les trois seuls gènes connus responsables de ce syndrome.
Le CUL7 intervient dans 75 % des cas, le gène CCDC8 dans 15 % des cas et le gène OBSL1 dans 10 % des cas.

## Sources
- (fr) Orphanet
- (en) Online Mendelian Inheritance in Man, OMIM (TM). Johns Hopkins University, Baltimore, MD. MIM Number:273750
- (en) Muriel Holder-Espinasse, Robin M Winter, 3-M Syndrome In GeneTests: Medical Genetics Information Resource (database online). Copyright, University of Washington, Seattle. 1993-2005